# Право ґрунту

Країни, де практикується Ius Soli.
Безумовне право ґрунту для осіб, народжених в країні
Право ґрунту з обмеженнями
Право ґрунту скасоване

Право ґрунту чи принцип права ґрунту або ж права землі (лат. ius soli, юс солі) — принцип набуття особою при народженні громадянства тієї держави, на території якої вона народилася, незалежно від громадянства її батьків. 
Право ґрунту набуло поширення у феодальну епоху, факт народження на території, підвладній конкретному суверену, встановлював правовий зв'язок підданства. Цей принцип домінував у Європі до кінця XVIII ст. 
Принцип права ґрунту дістав широке застосування в законодавстві тих країн, які були зацікавлені у збільшенні чисельності свого населення шляхом залучення іммігрантів (США, Велика Британія, Бразилія тощо). У більшості держав цей принцип почав застосовується в поєднанні з принципом «права крові».

## Країни, де практикується Ius Soli
За даними Nations Granting Birthright Citizenship.
- Антигуа і Барбуда
- Аргентина
- Барбадос
- Беліз
- Болівія
- Бразилія
- Венесуела
- Гаяна
- Гватемала
- Гондурас
- Гренада
- Домініка
- Домініканська Республіка
- Канада
- Колумбія
- Лесото[2]
- Малайзія
- Мексика
- Нікарагуа
- Пакистан
- Панама
- Парагвай
- Перу
- Сальвадор
- Сент-Вінсент і Гренадини
- Сент-Кіттс і Невіс
- Сент-Люсія
- США
- Тринідад і Тобаго
- Уругвай
- Фіджі[3]
- Чилі[4] - крім дітей осіб, що перебувають проїздом (extranjeros transeuntes),  і співробітників офіційних представництв іноземних держав.
- Еквадор
- Ямайка